# Cyathula merkeri
Cyathula merkeri är en amarantväxtart som beskrevs av Ernest Friedrich Gilg. Cyathula merkeri ingår i släktet Cyathula, och familjen amarantväxter. Utöver nominatformen finns också underarten C. m. strigosa.